# محاکمه بنیامین نتانیاهو

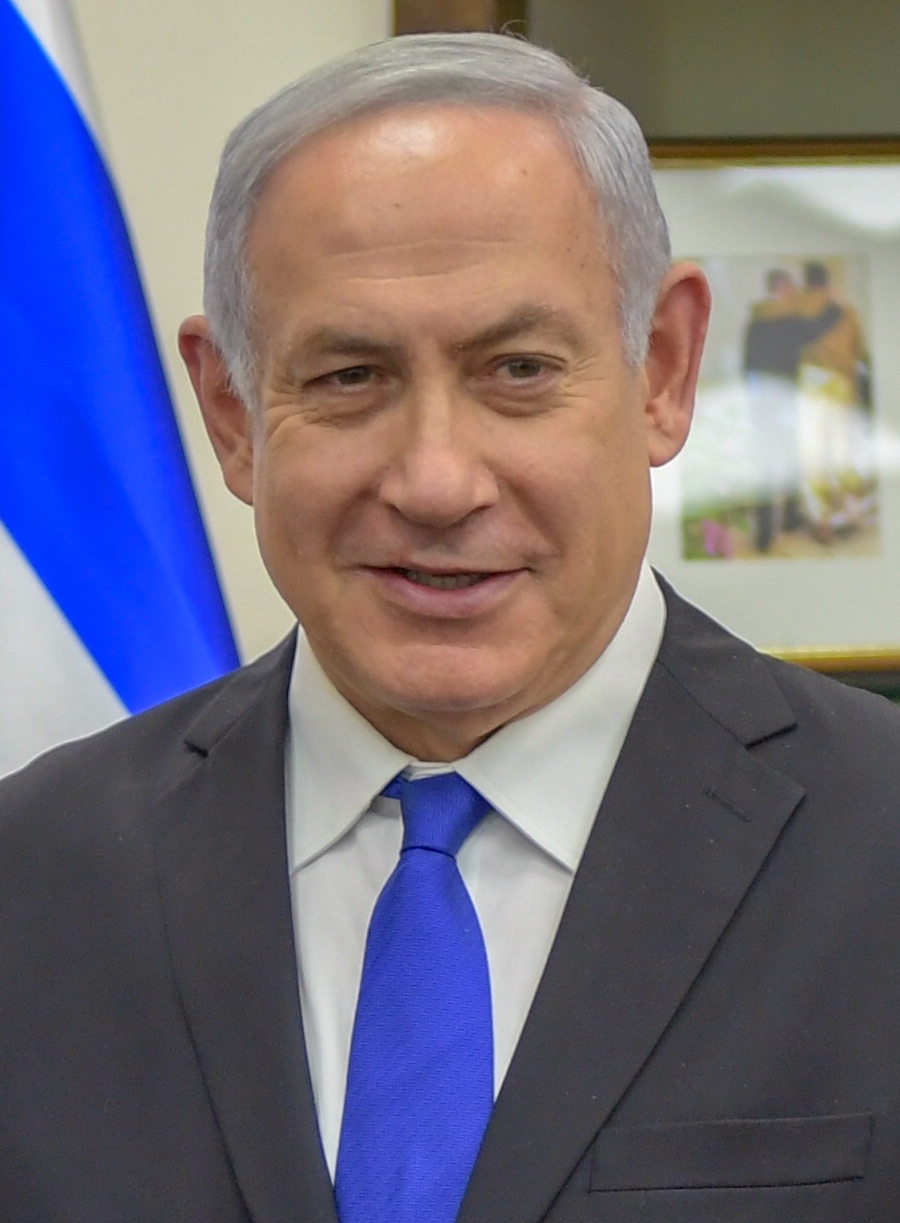
بنیامین نتانیاهو، اخیراً از سال ۲۰۰۹ تا ۲۰۲۱ و از سال ۲۰۲۲ به بعد به عنوان نخست‌وزیر اسرائیل فعالیت کرده‌است.

بنیامین نتانیاهو سه بار از سال‌های ۱۹۹۶ تا ۱۹۹۹، ۲۰۰۹ تا ۲۰۲۱ و از سال ۲۰۲۲ به بعد، نخست‌وزیر اسرائیل بوده‌است. دوره چهارم و پنجم نخست‌وزیری او تحت الشعاع تحقیقات مداوم در مورد اتهامات رشوه، کلاهبرداری و نقض اعتماد توسط او و متحدان سیاسی نزدیک در حلقه داخلی او قرار گرفت. پلیس اسرائیل از دسامبر ۲۰۱۶ تحقیقات دربارهٔ نتانیاهو را آغاز کرد. در نتیجه تحقیقات خود، پلیس کیفرخواست علیه نتانیاهو را توصیه کرد. علاوه بر این، در ۲۱ نوامبر ۲۰۱۹، نتانیاهو رسماً به نقض اعتماد، دریافت رشوه و کلاهبرداری متهم شد. در نتیجه این کیفرخواست، نتانیاهو از نظر قانونی موظف است از وزارتخانه‌های خود به غیر از نخست‌وزیری صرف نظر کند. محاکمه نتانیاهو در دادگاه منطقه اورشلیم در ۲۴ مه ۲۰۲۰ آغاز شد. شهادت شاهدان در ۵ آوریل ۲۰۲۱ آغاز شد. از ۳۱ مه ۲۰۲۲، محاکمه جنایی همچنان ادامه دارد. بر اساس گزارش‌های اخیر روزنامه تایمز آو اسرائیل، دادستانی به دنبال اصلاح کیفرخواست نتانیاهو در یکی از سه پرونده علیه وی بود، اما این کیفرخواست توسط دادگاه رد شد. با این حال، دادگاه به دادستان اجازه داد تا سه شاهد جدید را به پرونده ۱۰۰۰ اضافه کند

## بررسی اجمالی
- پرونده ۱۰۰۰ که به‌طور رسمی در دسامبر ۲۰۱۶ گشوده شد، شامل هدایا و هدایای ارزشمندی است که نتانیاهو و همسرش در طول سال‌ها از چندین آشنای ثروتمند دریافت کرده‌اند.
- پرونده ۲۰۰۰ به مکالمات ضبط شده نتانیاهو با آرنون موزس، رئیس و سردبیر یدیعوت آحارونوت، یکی از بزرگ‌ترین روزنامه‌های کثیرالانتشار در اسرائیل می‌پردازد. در طول این گفتگوها، نتانیاهو و موزس دربارهٔ قوانینی بحث کردند که می‌تواند به رقیب اصلی یدیعوت، اسرائیل هیوم آسیب برساند.
- پرونده ۳۰۰۰ مستقیماً شامل نتانیاهو نمی‌شود، بلکه افراد دارای روابط حرفه ای و شخصی با نتانیاهو در رابطه با معامله ای که بین اسرائیل و آلمان برای خرید سه زیردریایی کلاس دلفین و چهار ناو جنگی ناو کلاس ۶ منعقد شده‌است، را شامل می‌شود. .
- پرونده ۴۰۰۰ مربوط به رابطه شرکت مخابرات بزک با تنظیم کننده آن، وزارت ارتباطات، در آن زمان تحت ریاست نتانیاهو است.
- پرونده ۱۲۷۰ شاخه ای از پرونده ۴۰۰۰ بود که شامل پیشنهاد رشوه برای قرار ملاقات به یکی از نامزدهای دادستان کل اسرائیل، در ازای کنار گذاشتن پرونده علیه همسر نتانیاهو بود.

در ۲۱ نوامبر ۲۰۱۹، نتانیاهو رسماً به فریب و خیانت در امانت در پرونده‌های ۱۰۰۰ و ۲۰۰۰ و به فریب، خیانت در امانت و دریافت رشوه در پرونده ۴۰۰۰ متهم شد.